# Устойчивое распределение
Усто́йчивое распределе́ние в теории вероятностей — это такое распределение, которое может быть получено как предел по распределению сумм независимых случайных величин.

## Определение
Функция распределения {\displaystyle F(x)} называется устойчивой, если для любых действительных чисел {\displaystyle a_{1}>0,a_{2}>0,b_{1},b_{2}} найдутся числа {\displaystyle a>0,b} такие, что имеет место равенство: {\displaystyle F(a_{1}x+b_{1})*F(a_{2}x+b_{2})=F(ax+b)}, где * - операция свёртки. Если {\displaystyle \phi (t)} является характеристической функцией устойчивого распределения, то для любых {\displaystyle a_{1}>0,a_{2}>0} найдутся числа {\displaystyle a>0,b} такие, что {\displaystyle \phi ({\frac {t}{a_{1}}})\phi ({\frac {t}{a_{2}}})=\phi ({\frac {t}{a}}){e}^{-itb}}.

## Замечания
- Если {\displaystyle F_{X}} — функция устойчивого распределения, то {\displaystyle \forall n\in \mathbb {N} ,\;\exists a_{n}>0,b_{n}\in \mathbb {R} }, такие что

{\displaystyle F_{X}\left({\frac {x-b_{n}}{a_{n}}}\right)=\underbrace {F_{X}(x)*\cdots *F_{X}(x)} _{n},\quad \forall x\in \mathbb {R} },
где {\displaystyle *} обозначает свёртку.
- Если {\displaystyle \phi _{X}} — характеристическая функция устойчивого распределения, то {\displaystyle \forall n\in \mathbb {N} ,\;\exists a_{n},b_{n}\in \mathbb {R} }, такие что

{\displaystyle \phi _{X}^{n}(t)=\phi _{X}(a_{n}t)\,e^{ib_{n}t}}.

## Свойства устойчивых распределений
- Пусть {\displaystyle \xi _{1},\xi _{2},...,\xi _{n}} — независимые одинаково распределённые случайные величины и {\displaystyle \eta _{n}={\frac {1}{\beta _{n}}}\sum _{k=1}^{n}\xi _{k}-\alpha _{n}}, где {\displaystyle \beta _{n}>0,\alpha _{n}} — некоторые нормирующие и центрирующие константы. Если {\displaystyle F_{n}(x)} — функция распределения случайных величин {\displaystyle \eta _{n}}, то предельными распределениями для {\displaystyle F_{n}(x)} при {\displaystyle n\to \infty } могут быть лишь устойчивые распределения. Верно обратное: для любого устойчивого распределения {\displaystyle F(x)} существует такая последовательность случайных величин {\displaystyle \eta _{n}={\frac {1}{\beta _{n}}}\sum _{k=1}^{n}\xi _{k}-\alpha _{n}}, что {\displaystyle F_{n}(x)} сходится к {\displaystyle F(x)} при {\displaystyle n\to \infty }.[1]

- (Представление Леви — Хинчина) Логарифм характеристической функции случайной величины с устойчивым распределением имеет вид:

{\displaystyle \ln \phi (t)={\begin{cases}it\beta -d|t|^{\alpha }\left(1+i\theta {\frac {t}{|t|}}G(t,\alpha )\right),&t\not =0,\\0,&t=0.\end{cases}}}
где {\displaystyle 0<\alpha \leq 2,\;\beta \in \mathbb {R} ,\;d\geq 0,\;|\theta |\leq 1,} и
{\displaystyle G(t,\alpha )={\begin{cases}\mathrm {tg} {\frac {\pi }{2}}\alpha ,&\alpha \not =1,\\{\frac {2}{\pi }}\ln |t|,&\alpha =1.\end{cases}}}